# Террі Біссон
Террі Беллантайн Біссон (англ. Terry Ballantine Bisson; 12 лютого 1942, Медісонвілль, Кентуккі, США — 10 січня 2024) — американський письменник, що працював в жанрах наукової фантастики та фентезі. Найбільш відомий як автор оповідань, не одне десятиліття Біссон займав перші позиції у різноманітних рейтингах науково-фантастичних оповідань. Хоча і його позасерійні науково-фантастичні та фентезійні романи здобули визнання серед читачів та критиків жанру.

## Біографія
Террі Бэллантайн Біссон народився 12 лютого 1942 року в Мэдисонвиллі і виріс в Оуенсборо у Кентуккі.
У 1964 році закінчив Луісвілльский університет із ступенем бакалавра. В кінці 1960-х Біссон перебрався до Нью-Йорка, де почав писати сценарії для коміксів («Creepy» і «Eerie»), складав слогани для таблоїдів, працював редактором журналу «Павутина жаху». У 1970 році він захопився ідеологією хіпі і чотири роки жив у комуні «Червоні Рокери» в горах Колорадо, працював автомеханіком.
У 1976 році повертається в Нью-Йорк, де починає працювати редактором у видавництвах «Берклі» і «Ейвон». У 1985 році Біссон, що визначає себе як «нового лівого», спільно з Джуді Дженсен створює «революційну службу на замовлення книг поштою» (Jacobin Books) і очолює її протягом п'яти років. В середині 1990-х він отримує посаду консультанта у видавництві «Харпер-Коллінз».
З 2002 року Біссон проживав в Окленді (Каліфорнія).

## Творчість
Своє перше оповідання «Джордж», Террі Біссон написав ще в коледжі, і виграв конкурс журналу «Story», отримавши приз у 50 доларів. Потім протягом двадцяти років він не писав ніяких оповідань, поки не став письменником-фантастом. Першою великою публікацією Террі є «Через плоскогір'я» (1979), а в 1981 році у видавництві «Pocket Books» вийшов дебютний роман Биссона «Wyrldmaker». Найвідомішим оповіданням, яке принесло Біссону відразу кілька престижних НФ-премій, вважається оповідання «Ведмеді завдають вогню», де дивним поворотом еволюції ведмеді перетворюються в розумних істот. Оповідання Біссона регулярно з'являються в «Playboy», «Asimov's Science Fiction», на SciFi.com і у «Fantasy & Science Fiction». Він публікувався в «Nation», «Гламур», «Automotive News», «New York Newsday», «Лос-Анджелес Таймс», «Вашингтон пост» та інших виданнях. За його текстів ставлять спектаклі, а кінокомпанія «Юніверсал» зберігає за собою права на екранізацію «Necronauts». Террі Біссону належать кілька романів, серед яких «Вогонь на горі» (англ. Fire on the Mountain, 1988) і «Подорож на Червону планету» (англ. Voyage to the Red Planet, 1990). Новела книжкового розміру «Dear Abbey» (2003), видана в Англії, номінувалася на Британську премію НФ (BSFA).
Террі Біссон завершив останній роман померлого Волтера Міллера-мол. «Святий Лейбовіц і Дикий Кінь» (англ. Saint Leibowitz and the Wild Horse Woman, 1997), дописавши приблизно 20 % тексту.
Біссон є автором новелізацій таких фільмів, як «Джонні Мнемонік», «Віртуозність», « П'ятий елемент», «Чужий-4: Воскресіння», «Галактичне подорож» і «Шостий день», а також одного з епізодів серіалу «Цілком таємно» — «Чудотворець». 
Разом зі Стефані Спиннер (Stephanie Spinner) Біссон написав дитячі пригодницькі НФ-романи «Be First in the Universe» (2000) і «Expiration Date: Never!» (2001). У 1997 році під псевдонімом Бред Квентін (Brad Quentin) були видані три романи з дитячого серіалу «Пригоди Джонні» («Jonny Quest»). У 1998-1999 були видані шість книжок в іншій дитячій серії «NASCAR: Pole Position», останні три у співавторстві з Недом Веббом (Ned Webb). Видані вони під псевдонімом Т. Б. Кэлхун (T. B. Calhoun).
Також Біссон написав дві книги про важке дитинство відомого «мисливця за головами» Боба Фета з «Зоряних воєн» («Boba Fett: the Fight to Survive», 2002 і «Boba Fett: Crossfire», 2003).
Біссон адаптував для коміксів книги В. Гібсона, Г. Біра, Джейн Остін, Дж. Розенберга, В. Шекспіра, Р. Желязни і Енн Маккефрі.

## Твори
Найбільш відомі твори короткої форми Террі Біссона:
- оповідання Ведмеді пізнають вогонь (англ. Bears Discover Fire), 1990;
- оповідання Тисни на «Енн» (англ. Press Ann), 1991;
- оповідання Цілком з м'яса, воно ж Вони зроблені з м'яса (англ. They're Made Out of Meat), 1991;
- оповідання Зигзаг мерця (англ. Dead man's Curve), 1994;
- оповідання Скажи їм, що вони лайно, і нехай йдуть в дупу! (англ. Tell Them They Are Full of Shit, And They Should Fuck Off), 1994;
- оповідання Чуже шоу, воно ж Шоу Джо (англ. The Joe Show), 1994;
- оповідання 10:07:24 (англ. 10:07:24), 1995;
- оповідання Смерті немає (англ. There Are No Dead), 1995;
- оповідання Кімната нагорі, воно ж Шлях з верхнього залу (англ. In the Upper Room), 1996;
- оповідання На краю Всесвіту (англ. The Edge of the Universe), 1996 рік — у Росії публікувався в журналі «Якщо»;
- оповідання Службовий роман, воно ж Офісний роман (англ. An Office Romance), 1997;
- оповідання Плеєр, воно ж Звучить (англ. The Player), 1997;
- оповідання Перший вогонь (англ. First Fire), 1998;
- оповідання У церкву — тільки вчасно! (англ. Get Me to the Church on Time), 1998;
- п'єса Інцидент в Оук-Ріджі (англ. Incident at Oak Ridge), 1998;
- оповідання Не та Вірджинія (англ. Not This Virginia), 1999;
- оповідання Приборкувач (англ. Smoother), 1999;
- оповідання Плезентвільський монстр (англ. The Pleasantville Monster Project: A Film), 1999;
- оповідання Маки, воно ж Мак та інші (англ. Macs), 1999 рік;
- оповідання Любити Люсі (англ. He Loved Lucy, він же англ. Laky), 2000;
- збірка оповідань Кімната нагорі та інші історії (англ. In the Upper Room & Other Likely Stories), 2000;
- оповідання Лахмітник (англ. The Pickup Artist), 2001;
- оповідання Янголи Чарлі (англ. Charlie's Angels), 2001 рік;
- оповідання Майже вдома (англ. Almost Home), 2003;
- оповідання Дороге абатство (англ. Dear Abbey), 2003;
- оповідання Чесне скаутське (англ. Scout's Honor), 2004;

## Нагороди
- 1990 рік — «Премія Неб'юла» (англ. Nebula Award) у номінації Оповідання (Short Story) за Ведмеді пізнають вогонь (англ. Bears Discover Fire, 1990).
- 1991 рік — Премія (читацька) Азімова (англ. Asimov's Readers' Awards) в номінації Оповідання (Short Story) за Ведмеді пізнають вогонь (англ. Bears Discover Fire, 1990).
- 1991 рік — «Премія Г'юго» (англ. Hugo Award) у номінації Оповідання (Short Story) за Ведмеді пізнають вогонь (англ. Bears Discover Fire, 1990).
- 1991 рік — Меморіальна премія ім. Теодора Старджона в номінації найкраще НФ-оповідання за Ведмеді пізнають вогонь (англ. Bears Discover Fire, 1990).
- 1991 рік — «Премія Локус» (англ. Locus Award) у номінації Оповідання (Short Story) за Ведмеді пізнають вогонь (англ. Bears Discover Fire, 1990).
- 1993 рік — Phoenix Award, за письменницький внесок у НФ-літературу.
- 2000 рік — Премія «Локус» (англ. Locus Award) у номінації Оповідання(Short Story) за Макі (англ. Macs, 1999)
- 2000 рік — «Премія Неб'юла» (англ. Nebula Award) у номінації Оповідання (Short Story) за Макі (англ. Macs, 1999)
- 2006 рік — екранізація оповідання Вони зроблені з м'яса (знята англ. Stephen O Regan's film) перемогла на фестивалі короткометражних фільмів НФ-жанру (англ. SF Short Film Festival) в Сієтлі.